# 多枝水苏
多枝水苏（学名：Stachys melissaefolia）为唇形科水苏属下的一个种。

## 扩展阅读
- 維基物種上的相關：多枝水苏